# Bedois (Lahane Ocidental)
Bedois (tetum für „stinkendes Wasser“) ist eine osttimoresische Aldeia. Sie liegt im Nordwesten des Sucos Lahane Ocidental (Verwaltungsamt Vera Cruz, Gemeinde Dili). Bedois grenzt im Süden an die Aldeia Gomes Araujo, im Osten an die Aldeias Care Laran und Correio und im Norden an die Aldeia Paiol. Im Nordwesten liegt der Suco Mascarenhas und im Westen der Suco Vila Verde.
In Bedois leben 524 Menschen (2015).
Sehenswürdigkeiten in Bedois sind eine Höhle aus der japanischen Besatzungszeit und das alte, portugiesische Waffenlager (Paiol).